# Deir el-Balah
Ne doit pas être confondu avec le camp de réfugiés palestiniens de Deir el-Balah
Deir el-Balah (en arabe دير البلح), anciennement Darum ou Daron, est une ville palestinienne située dans la bande de Gaza. Elle est située à mi-distance de la ville de Gaza et de Rafah. Elle est le chef-lieu du gouvernorat de Deir el-Balah. Siège d'une garnison égyptienne à l'Âge du Bronze, disputée entre croisés et Ayyoubides au Moyen Âge, entre Britanniques et Ottomans pendant la Première Guerre mondiale, elle est occupée par l'armée israélienne pendant les guerres israélo-arabes en 1956-1957 et de 1967 à 1994, et bombardée par les Israéliens pendant le conflit entre le Hamas et Israël depuis les années 2000. Les camps palestiniens de Deir el-Balah et de Maghazi, sont situés près de la ville.

## Nom
Deir el-Balah (arabe : دير البلح), « Couvent des palmiers dattiers », a été connue sous les noms de Deir Mar Jiryis (« Couvent de Saint Georges », saint chrétien très populaire dans la région), ou Deir al-Khidr, d'après un personnage surnaturel cité dans le Coran. Son nom médiéval de Darum ou Daron viendrait, selon Guillaume de Tyr, de « Domus Graecorum » (« Maison des Grecs » en latin) mais il est plus probable qu'il vient de l'hébreu « Darôm » (« le Sud »). En turc ottoman, elle est appelée « Deir Darum ». Le nom actuel ne s'impose qu'au XIXe siècle,.

## Géographie

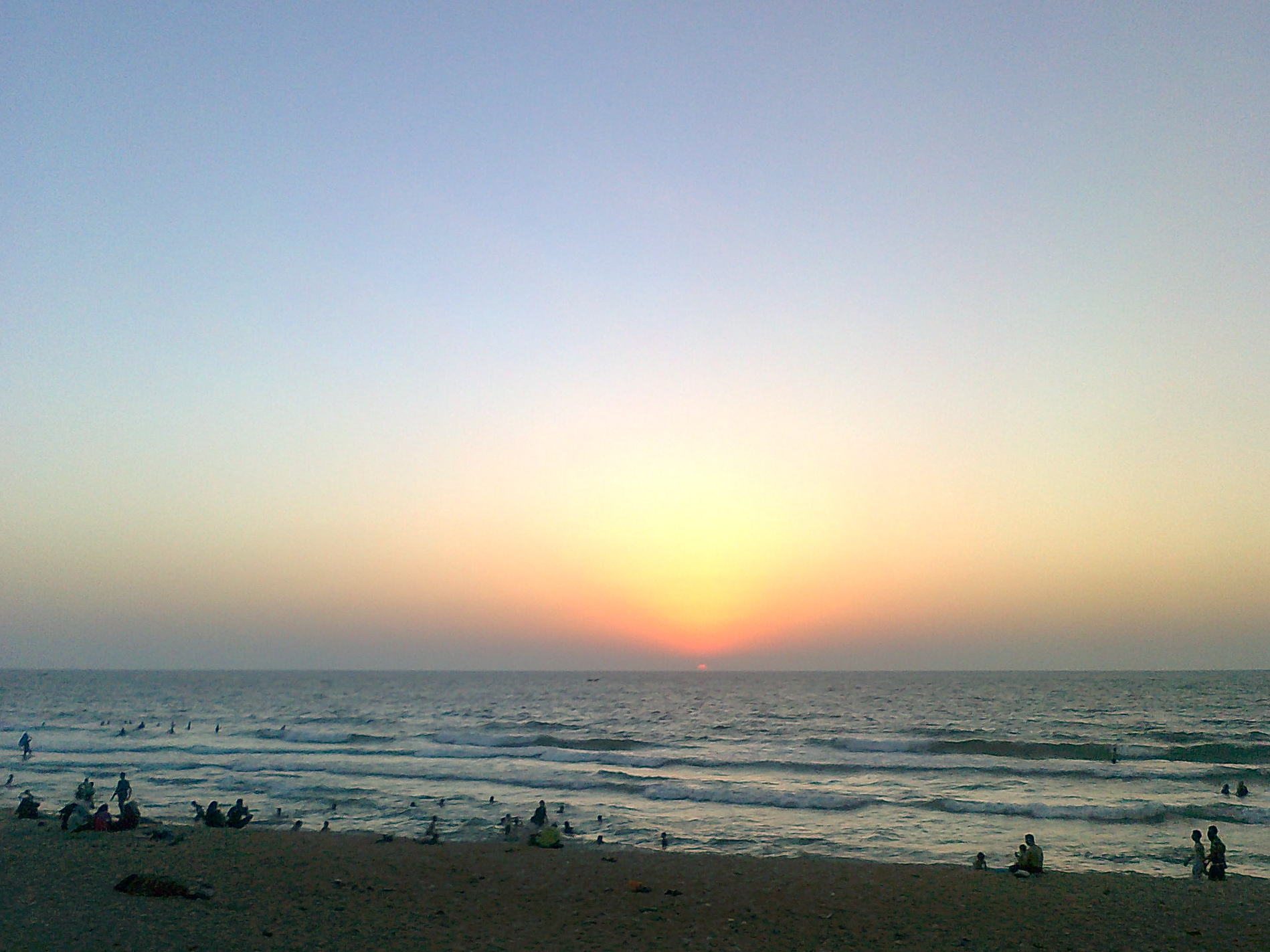
La plage de Deir el-Balah en août 2010.

Deir el-Balah est limitée à l'ouest par la Méditerranée, au nord par la municipalité de Gaza, au sud par celle de Khan Younès, à l'est par la route Salah ad-Din. Le centre-ville actuel est à 1,7 km à l'est de la mer et à 3 km au nord de l'ancien site de Darum. Le climat, chaud et sec, est celui du désert du Sinaï.

## Histoire

### Antiquité

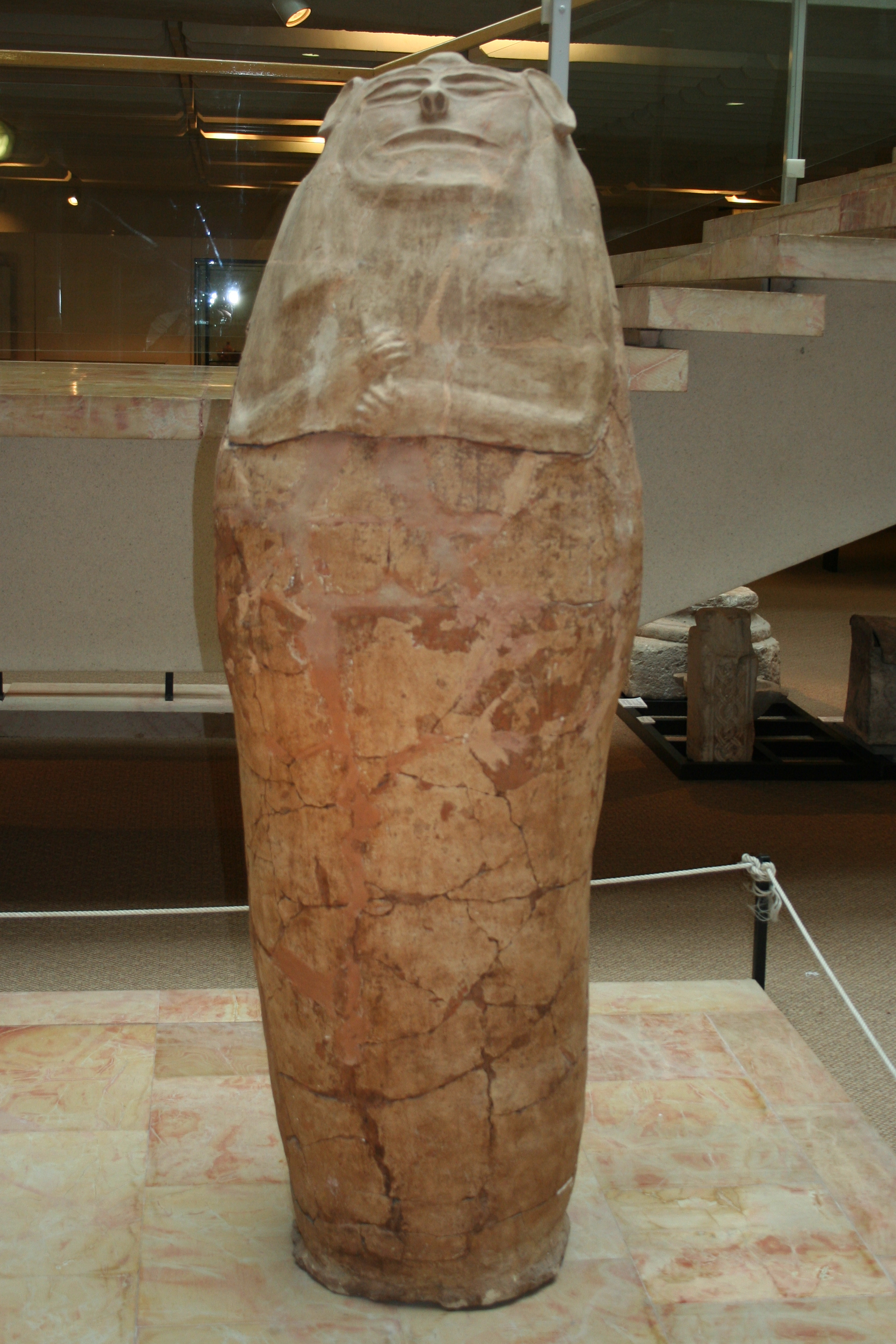
Sarcophage anthropoïde du XIVe-XIIIe s. av. J.-C. trouvé à Deir el-Balah, musée Hecht, Haïfa.

Deir el-Balah est un centre d'échanges actif vers la fin de l'Âge du Bronze entre l'Égypte du Nouvel Empire et les royaumes de Canaan. Comme la plupart des avant-postes égyptiens, il se trouve sur la route côtière, la Via Maris, et pouvait être approvisionné à la fois par mer et par terre. C'est un poste fortifié sur le « chemin d'Horus », la route stratégique qui relie l'Égypte à ses protectorats orientaux. L'occupation commence au XIVe siècle av. J.-C. dans la période d'Amarna (XVIIIe dynastie) mais les principales phases correspondent aux XIXe (règne de Séthi Ier) et début de la XXe dynastie, au tournant des XIIIe et XIIe siècle. Le site abrite un réservoir d'eau, des résidences destinées à l'élite et des ateliers d'artisans produisant, entre autres, des sarcophages. Le mobilier funéraire comprend des scarabées, des vases d'albâtre, des bijoux d'or et de cornaline, et indique des échanges avec les royaumes cananéens, la Grèce mycénienne et Chypre.
Avec le déclin de la puissance égyptienne, les Philistins occupent la région vers 1150 av. J.-C. Des fosses contenant des restes de poterie philistine ont été trouvées.

### Des Byzantins aux Ottomans
Au IVe siècle, l'ermite Hilarion de Gaza établit sa première retraite près du site de Deir el-Balah avant de partir pour Chypre. Le monastère de Saint Hilarion est bâti à l'emplacement de sa cellule sous l'Empire romain d'Orient, au milieu des dunes littorales et à l'écart de l'agglomération. C'est un ensemble de 7 200 m², d'architecture byzantine avec quelques réfections à l'époque omeyyade.
Après la conquête musulmane du Levant au VIIe siècle, la région du sud de la Palestine (Jund Filastin) est comprise dans le califat des Rachidoun. Le nom de Darum désigne alors la partie sud de cette région, sa capitale étant, selon les époques, à Beit Jibrin ou Hébron. Une inscription conservée dans la mosquée indique que Deir el-Balah a été donné comme fief par le calife fatimide al-Aziz Billah à son vizir Yaqub ibn Killis, mort en 990. Selon une tradition locale, cette mosquée, construite sur l'emplacement d'une ancienne église chrétienne, abritait la tombe du Khidr, personnage énigmatique mentionné dans le Coran.

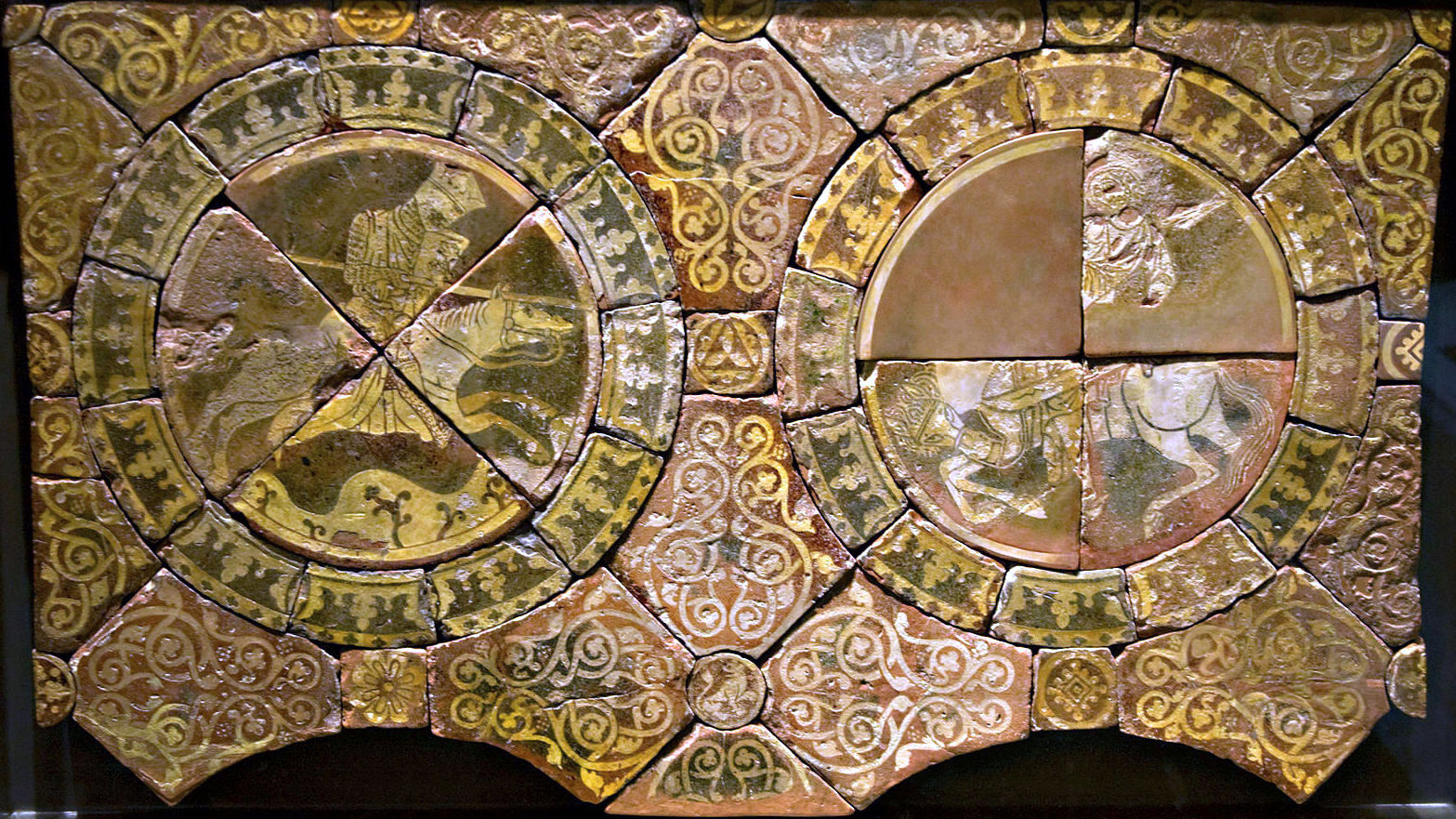
Richard Cœur de Lion combattant Saladin, carreau anglais, v. 1250.

Pendant les croisades, Deir el-Balah, appelée le Daron par les croisés, est une position stratégique et un poste de douane entre le sultanat ayyoubide d'Égypte et le royaume de Jérusalem. Selon le chroniqueur Guillaume de Tyr, le roi Amaury Ier de Jérusalem l'avait sommairement fortifiée avec une enceinte à quatre tours sans fossés ni barbacanes. En décembre 1170, Saladin vient l'assiéger : Amaury réunit une petite armée avec les chevaliers disponibles, les Templiers et le patriarche de Jérusalem portant la Vraie Croix, passe au travers des lignes musulmanes et vient se jeter dans la place. Saladin, voyant la forteresse bien défendue, abandonne le siège et tente de s'emparer de Gaza : il pille la ville basse mais échoue devant la citadelle et repart pour l'Égypte en longeant les remparts du Daron. Amaury rentre à Jérusalem en laissant sur place une forte garnison. Saladin ne prendra le Daron, abandonné par ses défenseurs, qu'après le désastre des croisés à la bataille de Hattin en 1187. Il en fait une puissante forteresse avec 17 tourelles. Pendant la troisième croisade, Richard Cœur de Lion, roi d'Angleterre, vient l'assiéger en mai 1192 : il l'emporte après un siège rapide en utilisant  les services d'artisans musulmans d'Alep, tailleurs de pierre ou mécaniciens, capturés au cours de la campagne ou loués à prix d'argent. Après l'échec de sa marche vers Jérusalem, n'ayant pas assez d'hommes pour la conserver, il la fait démanteler avant de l'abandonner lors du traité conclu avec Saladin le 2 septembre 1192. Les Ayyoubides commencent à la rebâtir mais le sultan Malik al-Aziz la fait de nouveau raser de crainte qu'elle ne serve de base à une nouvelle croisade : elle reste inhabitée jusqu'à la fin de la dynastie vers  1250. Le géographe Yaqout al-Rumi, en 1226, décrit son château en ruines et le prend pour une des villes maudites de la légende de Loth.

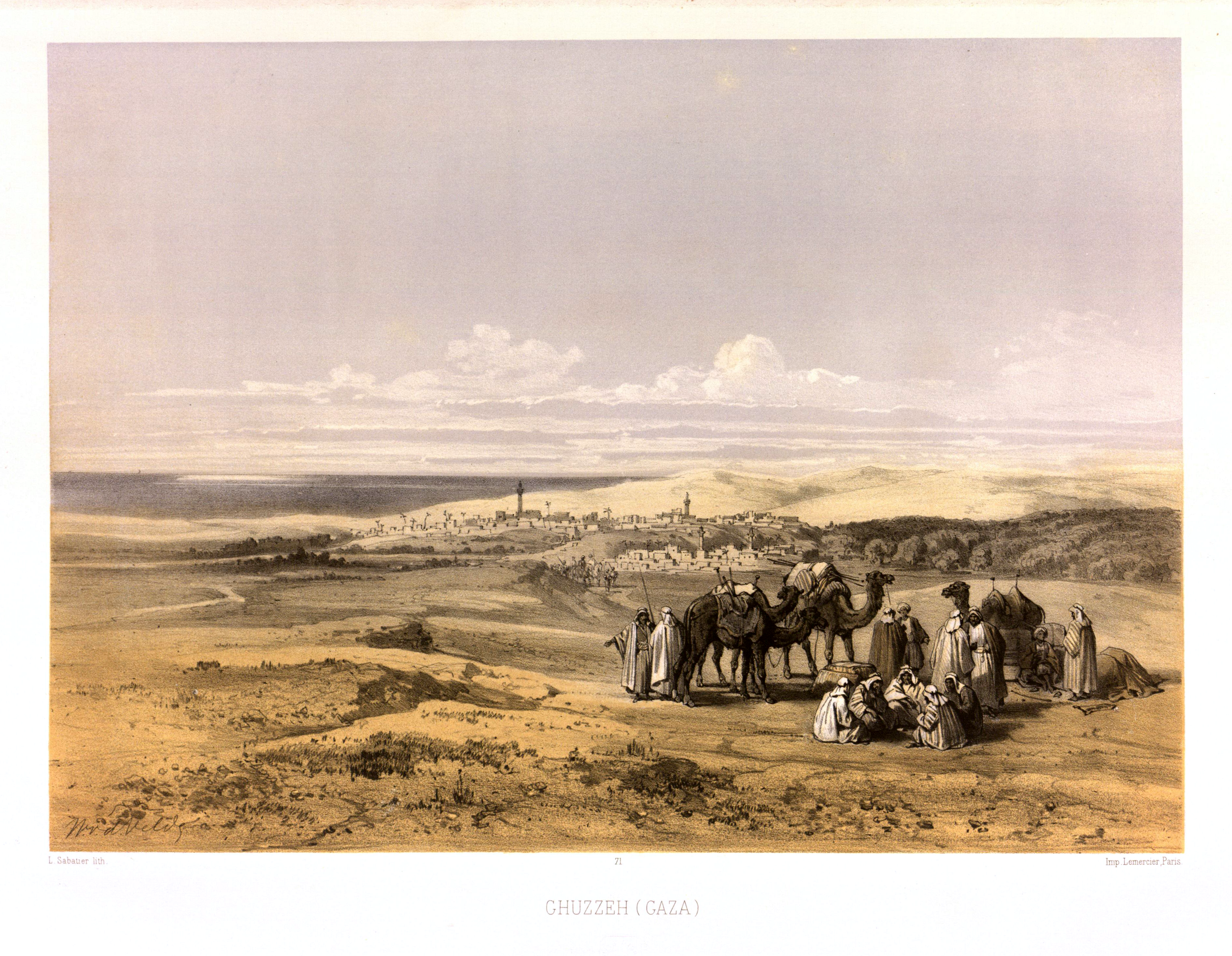
Bédouins au sud de Gaza, lithographie de Charles William Meredith van de Velde, 1850-1851.

Sous le sultanat mamelouk, Deir el-Balah redevient une étape sur la route du courrier à cheval. Le bourg appartient à la province de Gaza et les sultans y font construire des ponts, des routes, des relais de poste et un caravansérail. La campagne environnante est renommée pour sa fertilité en blé, orge, ses dattiers, figuiers, melons et framboises. La tribu arabe des Jarm (en) campe autour de Deir el-Balah et de Gaza pendant la période mamelouke et ottomane.
En 1596, Gaza est le chef-lieu d'un sandjak (district) de la Syrie ottomane. Le recensement à Deir el-Balah dénombre 175 familles musulmanes et 125 familles chrétiennes. Au XVIIIe siècle, les Ottomans doivent disputer le contrôle de la région aux Tarabay, une lignée d'émirs bédouins bien implantés en Galilée. Avec le concours des émirs druzes Maan (en), les Ottomans expulsent les Tarabay qui se réfugient, les uns en Syrie et au Liban, les autres dans des villages sédentaires vers Sakhnin, Jénine, Tulkarem, Gaza, Deir el-Balah et El-Arish.
En 1868, le voyageur français Victor Guérin décrit Deir el-Balah, le « Couvent du Dattier », comme un village de 350 habitants, établi sur une petite hauteur, entouré de palmiers dattiers qui lui donnent son nom.

### Des Britanniques aux Israéliens

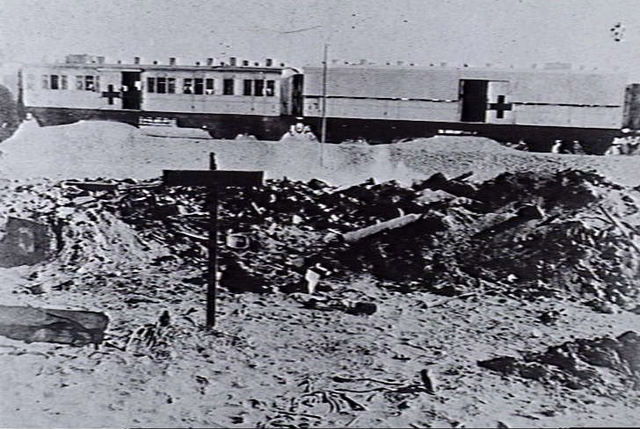
Train-hôpital britannique à Deir el-Balah après le bombardement du dispensaire par l'aviation allemande en mai 1917.

En 1917, pendant la campagne du Sinaï et de la Palestine, la Force expéditionnaire britannique basée en Égypte construit un chemin de fer traversant le Sinaï qui s'arrête, dans un premier temps, à Deir el-Balah. En novembre 1917, à l'issue de la troisième bataille de Gaza, le général britannique Edmund Allenby fait construire deux grands cimetières militaires à Deir el-Balah et Gaza, et prolonger le chemin de fer pour préparer la prise de Jérusalem en décembre 1917. Les Égyptiens de l'Egyptian Labour Corps, travailleurs prêtés par le sultan Hussein Kamal sous tutelle britannique, sont employés à porter les rails, construire les installations, transporter les blessés ; une fois, le 1er novembre 1917, déguisés en soldats, ils sont envoyés le long de la plage pour faire croire aux soldats ottomans que les Britanniques ont débarqué sur leurs arrières.
Sous le mandat britannique en Palestine (1920-1948), les cimetières militaires britanniques dont celui de Deir el-Balah sont aménagés dans le style monumental.
La guerre israélo-arabe de 1948-1949 se termine par l'occupation de la bande de Gaza par l'Égypte. Pour les habitants de Deir el-Balah, c'est une période de relative prospérité : la nappe phréatique permet de développer la culture des agrumes.
En novembre 1956, au début de la guerre de Suez, la bande de Gaza est occupée temporairement par l'armée israélienne. Le futur journaliste palestinien Abdel Bari Atwan raconte comment, alors âgé de 6 ans, il a vu les soldats israéliens faire irruption dans la ville : les habitants sont terrifiés par des nouvelles de massacres dans les villes voisines. Son père a juste le temps de faire dissimuler son fusil avant d'être arrêté, battu à coups de crosse et conduit avec d'autres prisonniers sur un terrain vague qui servait habituellement au football. Les captifs croient qu'ils vont être fusillés quand un officier israélien arrive en Jeep et ordonne aux soldats de se retirer.

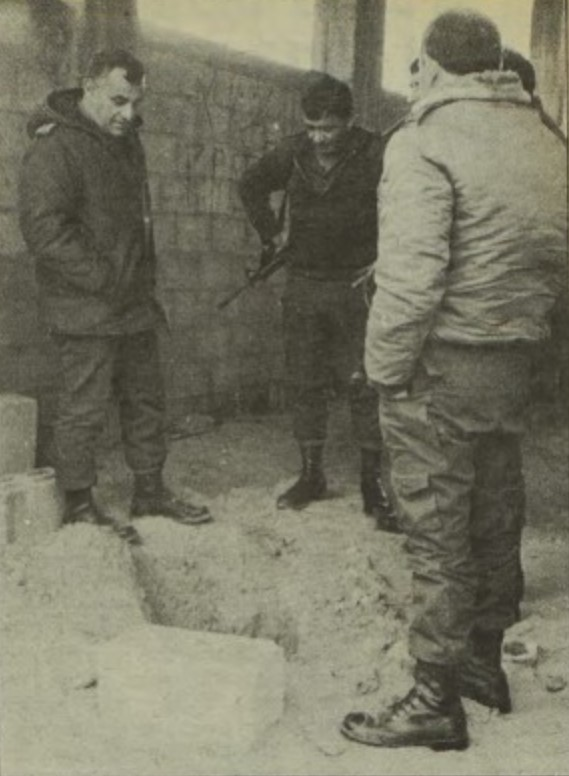
Patrouille israélienne pendant la première intifada, 4 mars 1988.

Après la guerre des Six Jours de 1967, la bande de Gaza est occupée par l'armée israélienne. La nécropole antique est en partie pillée et une part de son contenu aboutit au musée d’Israël à Jérusalem. Le général Moshe Dayan, ministre de la Défense d'Israël, en 1971, fait enlever illégalement non moins de 22 sarcophages,. Entre 1972 et 1982, l'archéologue israélienne Trude Dothan (en) convainc non sans mal Moshe Dayan de lui confier la fouille régulière du site : le général, d'abord réticent, finit par l'appuyer et aplanir ses difficultés avec l'autorité militaire et les habitants. Elle explore un important cimetière de l'Âge du Bronze témoignant des contacts entre l'Égypte pharaonique et les royaumes cananéens. L'aire principale occupe 2 000 m² : 193 000 tonnes de sable de dune sont déblayées et vendues pour dégager le site.
Pendant la première intifada, de 1987 à 1993, Les militaires israéliens répriment durement les manifestations : 30 habitants sont tués, 30 maisons détruites et 2 000 jeunes arrêtés.
En 1994, en application de l'accord Gaza-Jéricho entre l'OLP et Israël, Deir el-Balah est la première ville de la bande de Gaza évacuée par l'armée israélienne.
À partir de 1970, les autorités israéliennes commencent à réserver des terres à la limite sud de Deir el-Balah pour y édifier une colonie. En janvier 2004, la colonie de Kfar Darom est habitée par 338 colons et les autorités israéliennes commencent la construction d'une mur de séparation long de 2 300 m et large de 15 m, empiétant sur les terres palestiniennes. En avril 2004, l'armée israélienne rase 64 dounams (6,4 hectares) de palmeraies et vergers palestiniens au motif d'empêcher des tirs de roquettes contre les colonies proches.

### Depuis 2005
Le désengagement israélien de la bande de Gaza en 2005 fait passer le territoire sous administration palestinienne assurée depuis 2007 par le Hamas. Le conflit entre le Hamas et Israël, entrecoupé de cessez-le-feu plus ou moins prolongés, se poursuit depuis 2006.
Le 21 juillet 2014, selon Amnesty International citant le ministère de la Santé de Gaza, l'aviation israélienne bombarde l'hôpital Al-Aqsa de Deir el-Balah, faisant quatre morts et plusieurs dizaines de blessés : Amnesty International parle de crime de guerre. L'armée israélienne rejette la responsabilité sur le Hamas qui aurait installé un centre de commandement dans l'hôpital.

### Guerre de Gaza depuis 2023

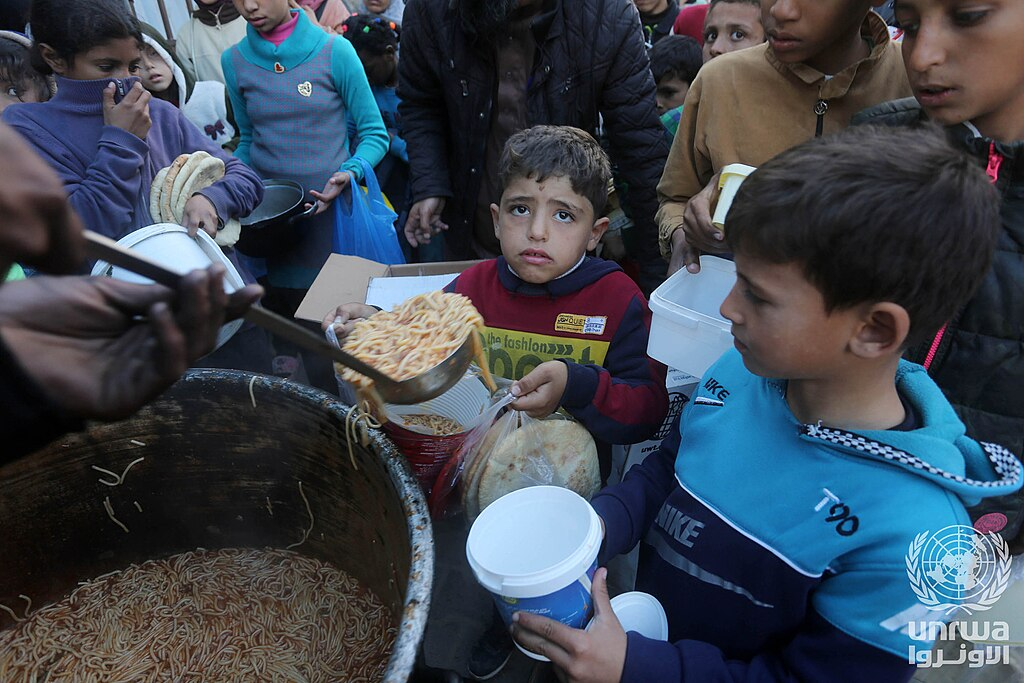
Distribution de nourriture à des Palestiniens déplacés à Deir el-Balah, dans une takiya, le 4 mars 2025.

Le 22 octobre 2023, l'armée de l'air israélienne bombarde le domicile du journaliste palestinien Ahmed Alnaouq, tuant 21 membres de sa famille : son père, ses frères, ses sœurs et tous leurs enfants, y compris les bébés.

Le 10 octobre 2024, au moins 28 personnes sont tuées et 54 blessées dans une frappe israélienne sur une école reconvertie en centre d'hébergement pour réfugiés. Le 14 décembre 2024, au moins 10 personnes sont tuées dans une frappe israélienne près du bâtiment de la municipalité de Deir Al Balah où des gens se rassemblaient pour recevoir une distribution d'aide humanitaire.

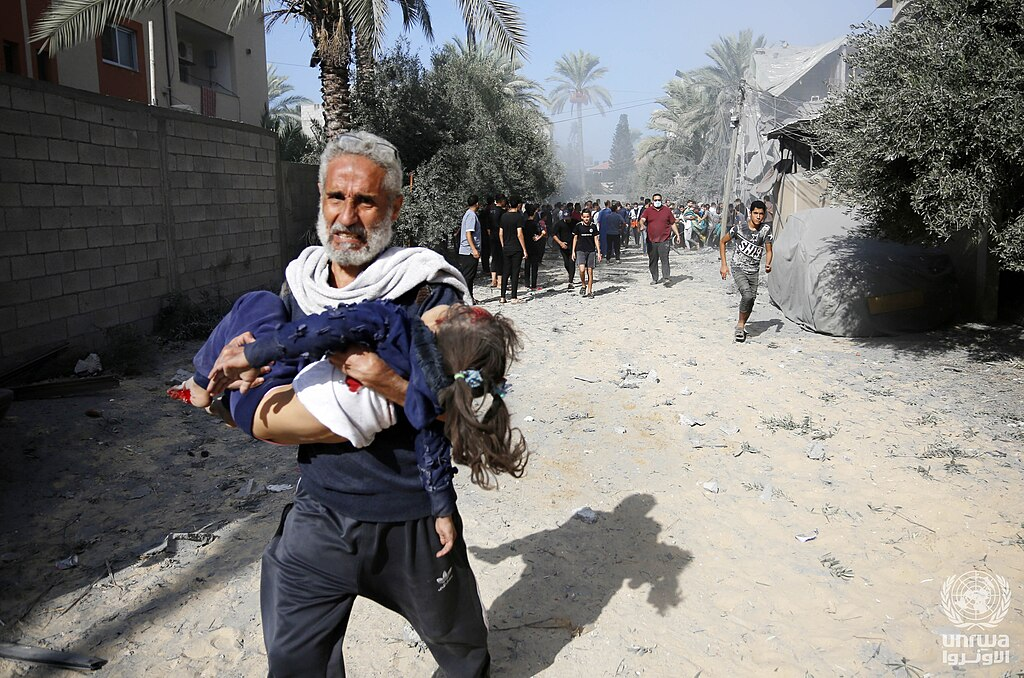
Petite fille palestinienne blessée par un bombardement israélien, le 9 novembre 2023.
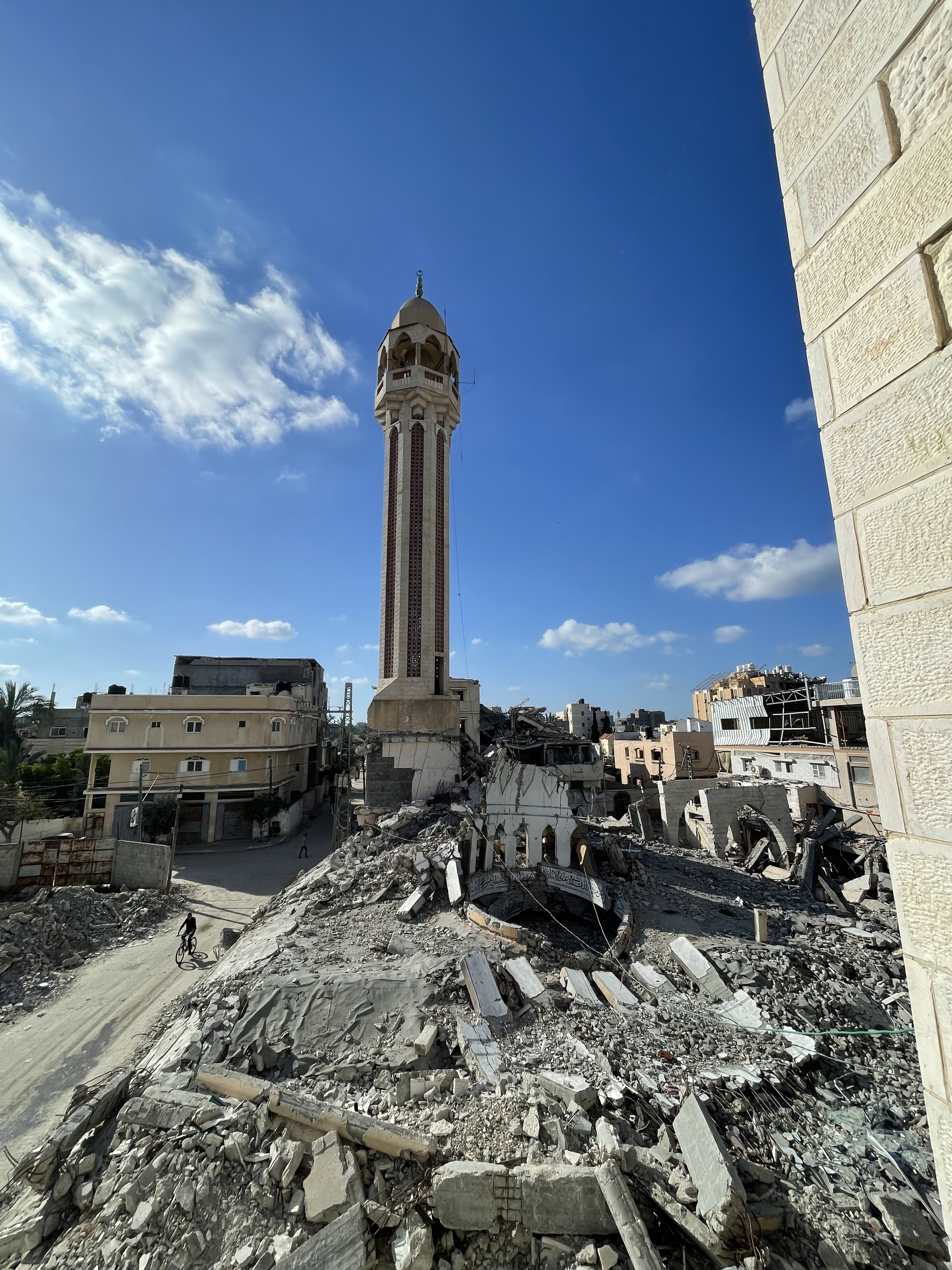
Ruine de la mosquée Yaffa, détruite par les bombardements israéliens en décembre 2023.
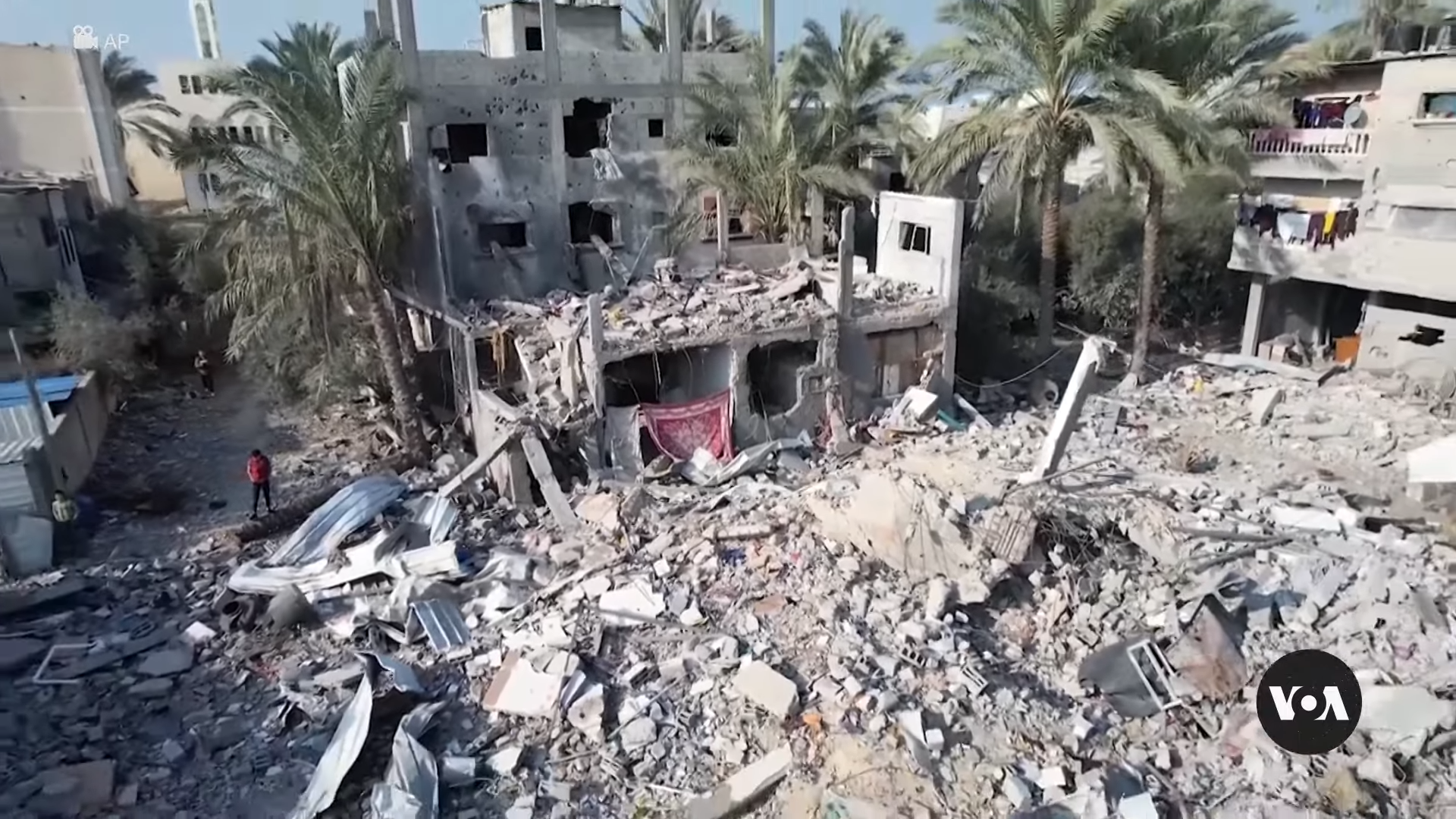
Destructions israéliennes à Deir el-Balah, 1er février 2024.
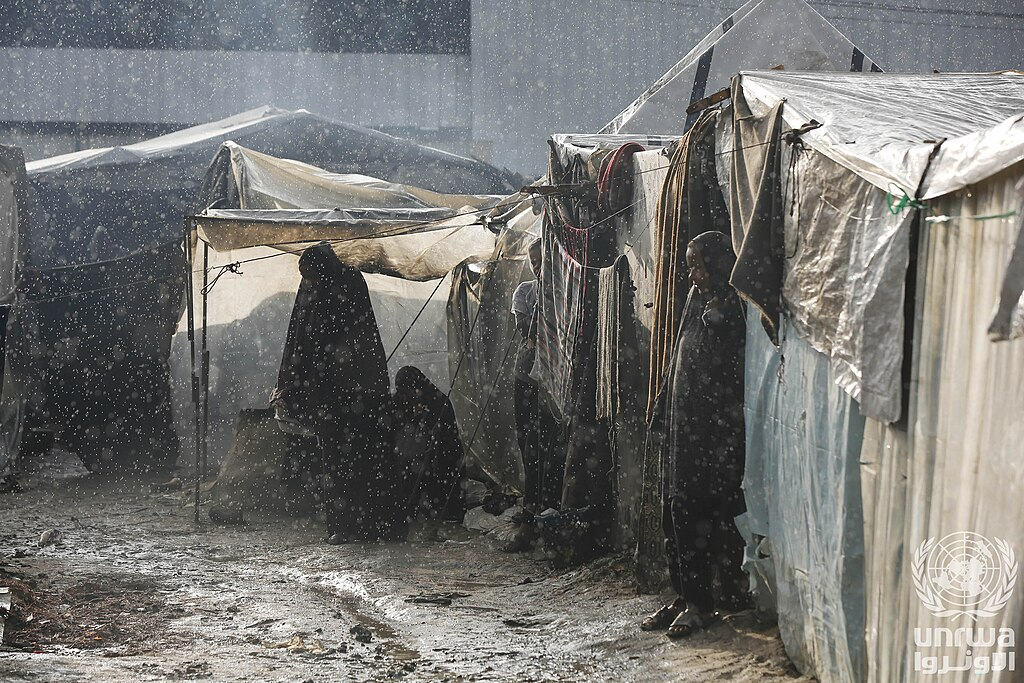
Déluge sur les tentes du camp de personnes déplacées à Deir el-Balah, janvier 2025.

## Cartographie

Cartes de l'histoire de Deir el-Balah
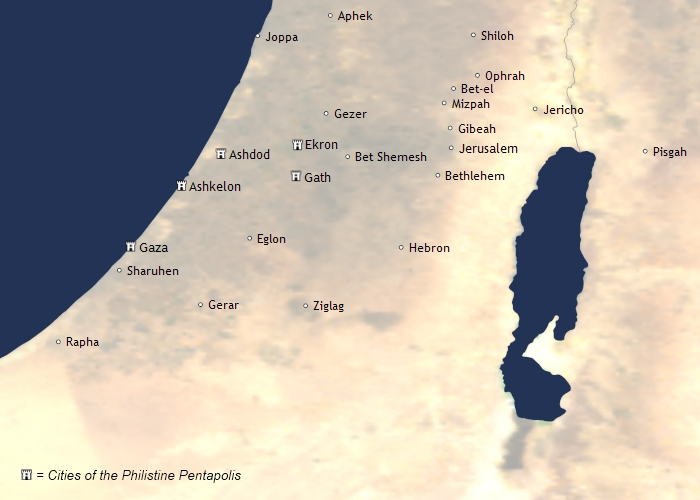
Cités des Philistins vers 1000 av. J.-C.
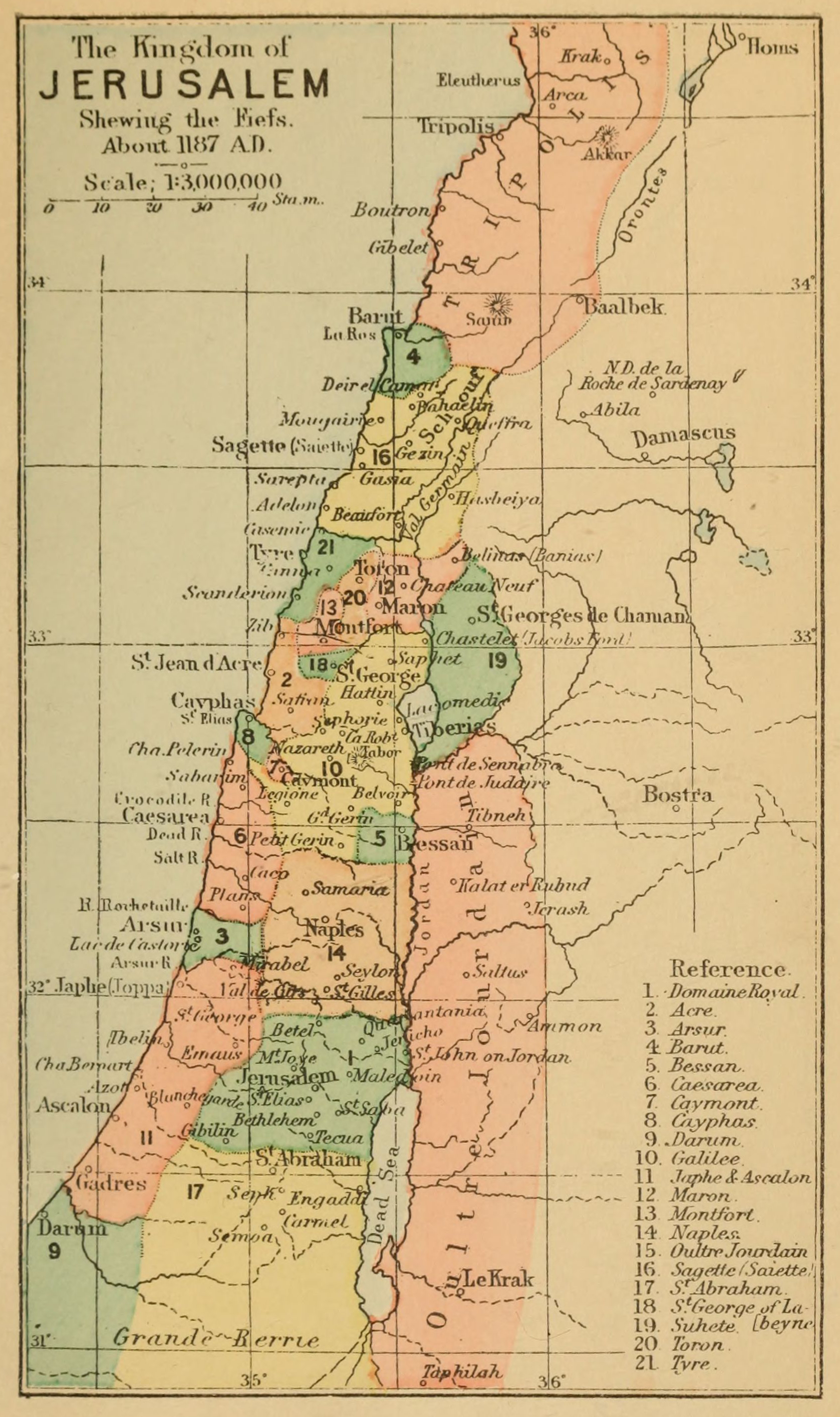
Le royaume de Jérusalem en 1187 avec le château de Darum (Deir el-Balah) à côté de Gadres (Gaza) et de la Grande Berrie (Néguev).
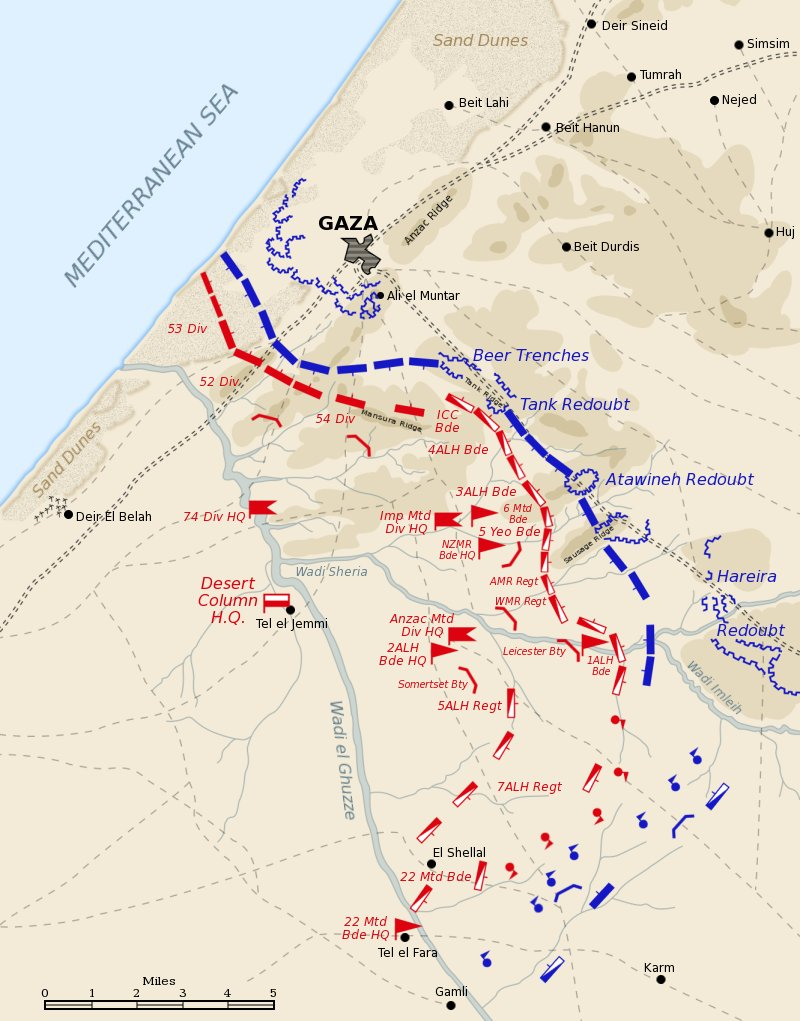
Positions britanniques et ottomanes pendant la seconde bataille de Gaza, avril 1917.
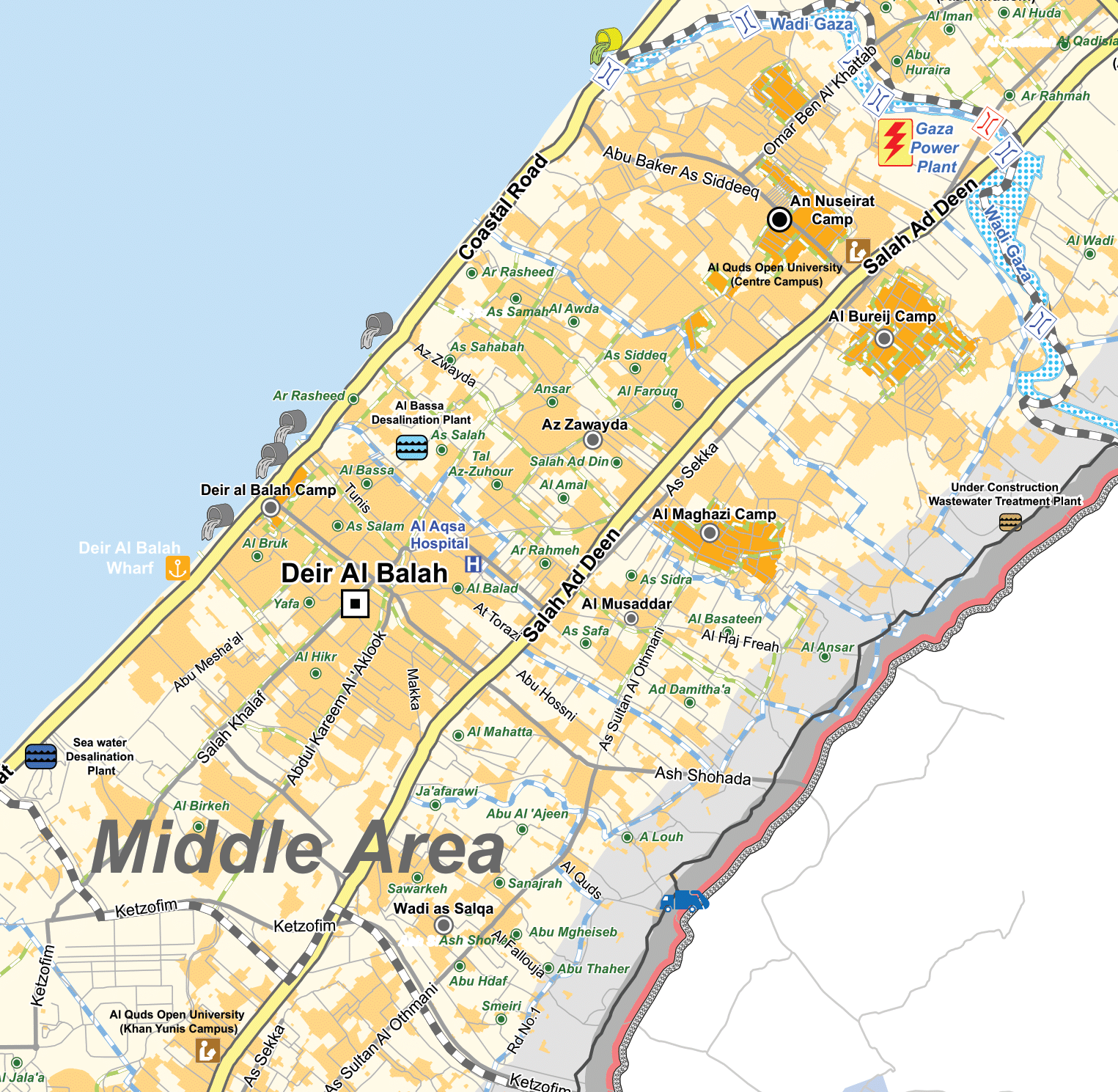
Gouvernorat de Deir el-Balah en 2018.

## Personnalités associées à Deir el-Balah
- Yaqeen Hammad, influenceuse née en 2013 et morte à Deir el-Balah le 23 mai 2025, à l'âge de 11 ans, tuée par une frappe aérienne israélienne[38].